# HIP 5158
HIP 5158은 지구로부터 고래자리 방향으로 약 130광년 떨어진 곳에 있는 K형 주계열성이다. 이 별은 우리 태양보다 모든 면에서 조금씩 작고, 어둡고, 차갑다. 이 별의 중원소함량은 태양보다 약 20 퍼센트 더 많다. 2009년 HIP 5158 주위를 도는 외계 행성 2개가 공식적으로 발견되었다. 이후, 갈색왜성일 수가 있는 행성 HIP 5158 c가 발견되었다.
| 동반 천체 (가까운 천체순) | 질량 (MJ) | 공전주기 (일) | 공전궤도 반지름 (AU) | 이심률 |
| ------------------------- | --------- | ------------- | -------------------- | ------ |
| b                         | ≥1.3      | 344           | 0.85                 | ?      |
| c                         | ≥15.04    | 9,018 ± 3181  | 0.14±0.1             | ?      |

## 같이 보기
- HD 74156
- HD 37124 - 황소자리 방향으로 지구에서 108 광년 떨어진 황색 왜성. 외계 행성 3개가 발견되었다.
- HD 10180 - 지구에서 127 광년 떨어진 항성. 외계 행성 7개가 발견되었다.
- HD 9446 - 삼각형자리 방향으로 지구에서 172광년 떨어진 G형 주계열성. 2010년 1월 5일 외계 행성 2개가 발견되었다.
- HIP 5158 - 고래자리 방향으로 지구에서 130광년 떨어진 K형 주계열성. 2009년 외계 행성 1개가 발견되었다.